# Stanko Molnar
Stanko Molnar, nato Stanko Brnjac (Verbenico, 12 gennaio 1947), è un attore croato, attivo nel cinema italiano dalla metà degli anni settanta alla fine degli anni ottanta.

## Biografia

### Primi anni
Nasce come Stanko Brnjac a Verbenico, nell'isola di Veglia, il 12 gennaio 1947, nella Croazia allora repubblica federata della Repubblica Federale Jugoslava.
Il padre Ivan Brnjac proveniente da una famiglia di muratori, pescatori e marinai, antifascista e comunista fu condannato durante il regime fascista italiano, e dopo la caduta dell'Italia nel 1943, si arruolò nella lotta partigiana, diventando dopo la guerra Comandante della Marina militare Jugoslava. La madre Anica figlia di contadini e grande amante del cinema e della letteratura abituò Stanko fin da piccolo alla lettura e ad amare il cinema.
Nella primissima infanzia la famiglia si trasferisce spesso per via del lavoro del padre, fino al suo arresto nel 1951 con l'accusa di alto tradimento per via delle sue opinioni filosovietiche. Il tribunale militare condanna Ivan Brnjac a sette anni di lavori forzati e alla perdita dei diritti civili di cui ne sconta cinque.
Durante la sua prigionia, la madre con Stanko e sua sorella maggiore Franka, tornò al paese d'origine dove per sfamare sé e i suoi figli, accettò qualsiasi tipo di lavoro, fra cui anche quello di pescatrice. Nonostante la povertà, grazie al suo amore e alla sua forza nulla manca comunque alla famiglia, che può così sopravvivere serenamente fino al ritorno del padre dalla prigionia, che sconvolge la vita familiare poiché da entrambe le parti, figli e padre, c'era un senso di estraneità dovuto anche alla sua frustrazione poiché costretto ai lavori più umili quali pescatore e cameriere.
A 20 anni Stanko perde l'amata madre. Ottimo studente, dopo le medie e il liceo classico, Stanko si trasferisce a Zagabria dove si iscrive alla Facoltà di Lettere, studiando fonetica sperimentale e lingue romanze. Tuttavia da sempre ha amato lo spettacolo e seguendo questo sogno ha cercato di entrarvi tentando di iscriversi all'Accademia Nazionale d'Arte drammatica dove non viene accettato per ragioni politiche.

### Arrivo in Italia
Le stesse ragioni lo inducono a fuggire dalla Jugoslavia nel 1970 e a rifugiarsi in Italia, dove, dopo un periodo di studio all'Università per stranieri di Perugia, sopravvive a Roma facendo i lavori più umili, come domestico, e in un'agenzia cinematografica.
Per caso in un autobus che era solito prendere per tornare a casa, legge la locandina di una Scuola serale di recitazione. 
Vi si iscrive, e con la sua Maestra Anna Belardelli apprende le tecniche della recitazione seguendo il metodo Stanislavski rivisitato dal suo allievo Petr Sharov del quale Anna era stata allieva.
Dopo la morte di Anna, con la quale era sorto un forte sodalizio artistico, Stanko vince l'ammissione all'Accademia Nazionale d'Arte Drammatica di Roma, dove è allievo di Orazio Costa, e contemporaneamente ottiene asilo politico in Italia anche perché nel 1972 erano iniziati i processi in Croazia contro i dissidenti politici accusati di nazionalismo, e di cui Stanko era stato amico.

### Carriera nel cinema

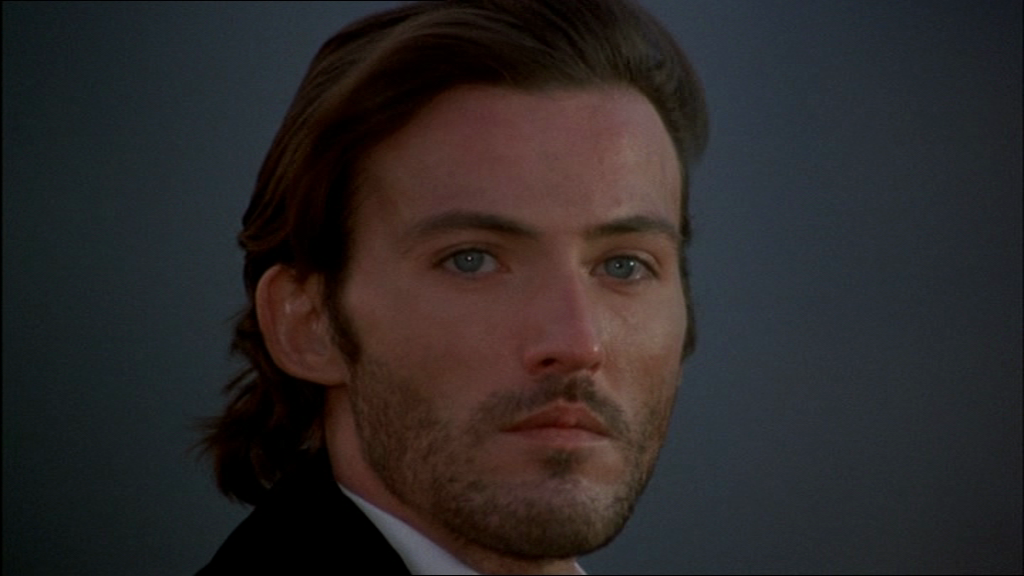
Stanko Molnar in Allonsanfàn (1974)

Nel 1973, al secondo anno di Accademia, viene scelto dai fratelli Taviani per interpretare il giovane rivoluzionario Allonsanfan nell'omonimo film del 1974, ruolo che lo mise subito in luce. Viene nuovamente diretto dai due fratelli nella loro opera successiva, Padre padrone, film vincitore della Palma d'oro al Festival di Cannes 1977.
Fra i registi con i quali ha lavorato si ricordano inoltre Piero Schivazappa, Maurizio Ponzi, Giacomo Battiato, Liliana Cavani, Lamberto Bava, Michael Cimino, Alberto Bevilacqua, Bruno Gantillon, Danielle Dubroux, José María Sánchez. 

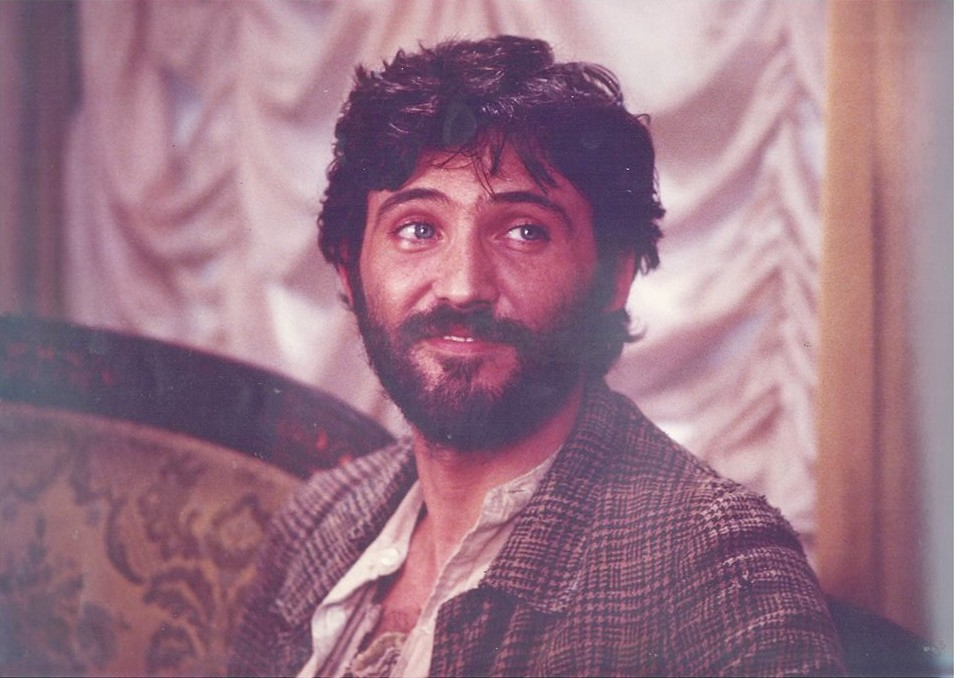
Molnar nella miniserie televisiva Martin Eden (1979)

Fra gli altri ha lavorato con gli interpreti come Marcello Mastroianni, Serena Grandi, Trevor Howard, Massimo Serato, Alida Valli, Anthony Quinn, Adalberto Maria Merli, John Turturro, Mickey Rourke, Mario Adorf, e altri. Ha avuto occasione di lavorare con grandi direttori della fotografia come Pasqualino De Santis, Franco Delli Colli, Giuseppe Ruzzolini, Alex Thomson.
Nel 1976, Stanko ha ricevuto un'offerta per interpretare il ruolo Pietro della Valle nell'omonimo film. Si tratta del film di proprietà della TV iraniana, girato nel 1976 in Iran, con la regia di Parvin Ansary e che vinse un premio ad un festival televisivo di Monte Carlo nel 1977, e di cui non si sa nulla, perché il film è andato perduto.
Nell 1984 ha interpretato vari ruoli in Faccia affittasi di Josè Maria Sanchez, dove ha anche cantato una canzone di sua composizione, testo e musica, dal titolo "Venditi" arrangiata dal grande compositore Carlo Rustichelli.
Occasionalmente si è occupato di teatro sperimentale partecipando ad una messa in scena del Macbeth di Giovanni Lombardo Radice, e ha lavorato anche in alcuni fotoromanzi pubblicati negli anni ottanta nella popolare rivista Grand Hotel. 
Marginalmente partecipa ai doppiaggi sia come doppiatore che come collaboratore, come accadde con Federico Fellini per il film E la nave va e Valerio Zurlini, affiancandolo nella direzione del doppiaggio del film di Emir Kusturica Ti ricordi di Dolly Bell?.

### Dopo una carriera di attore

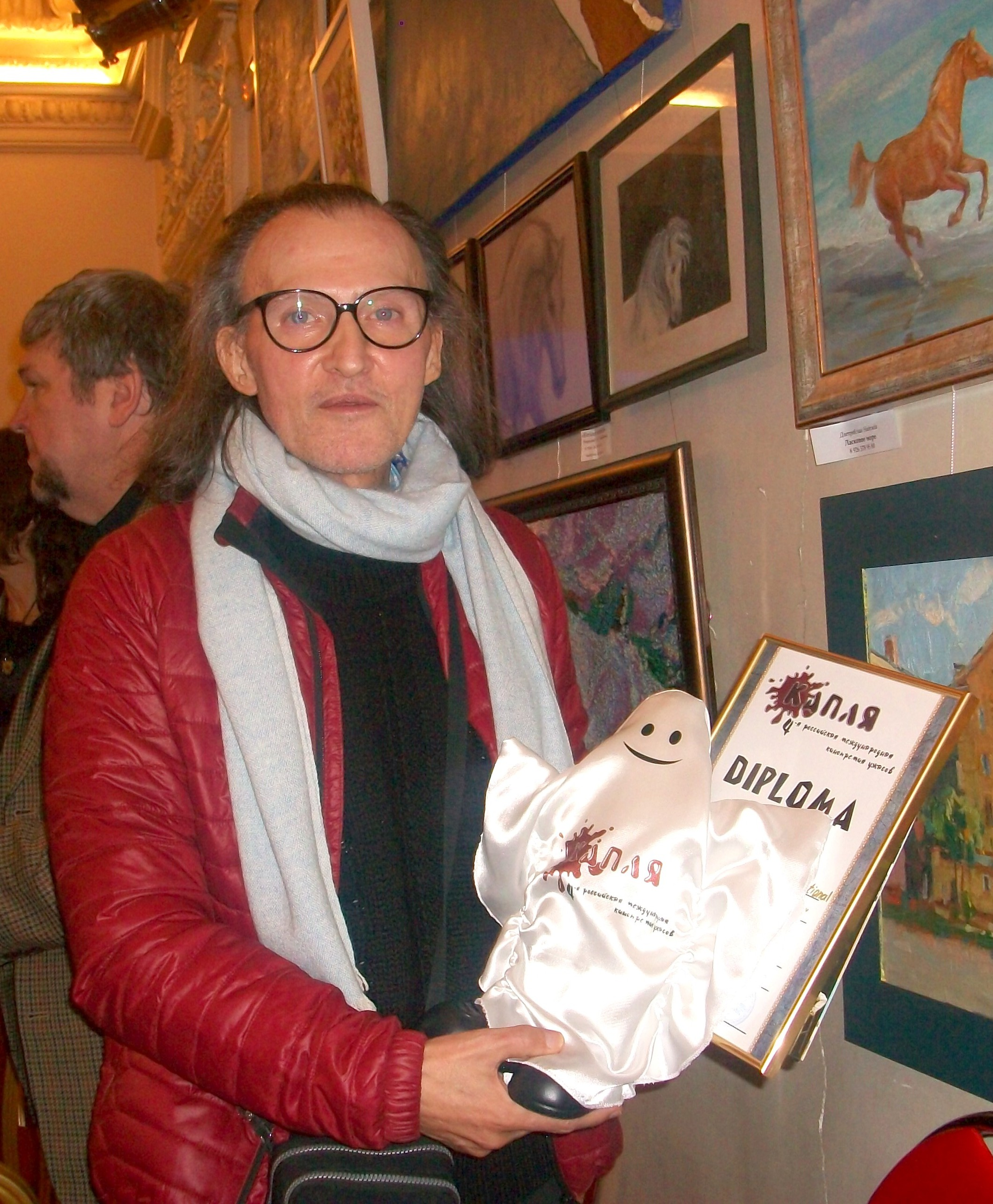
Stanko Molnar a Mosca nel 2014

Lasciata l'attività come attore, e dopo un breve periodo di formatore per addetti alla riabilitazione dopo gravi patologie. Per la riabilitazione era il direttore ed ideatore di un corso fondato sulla recitazione come modo per trovare in sé le energie necessarie ad aiutare gli altri ad affrontare con coscienza e serenità le proprie condizioni esistenziali durante, dopo, una grave malattia come il cancro. 
Poi si occupa della gestione di un bed and breakfast Casa Lemmi in Val d'Orcia, Toscana, Siena, insieme al suo amico di sempre Vittorio Menesini.
Per un qualche anno, negli anni 80 è stato sposato con una costumista. Nel 1990 perde il padre e nel 1991 la sorella. Rientra in Croazia per la prima volta soltanto nel 2013, più di 40 anni dopo che è stato costretto a lasciare. 
A Stanko Molnar è stato assegnato un premio speciale al IV International Russian Horror Film Awards "Kaplja"(Goccia) tenutosi a Mosca nel gennaio del 2014 per il suo "contributo internazionale allo sviluppo del genere horror.

## Filmografia

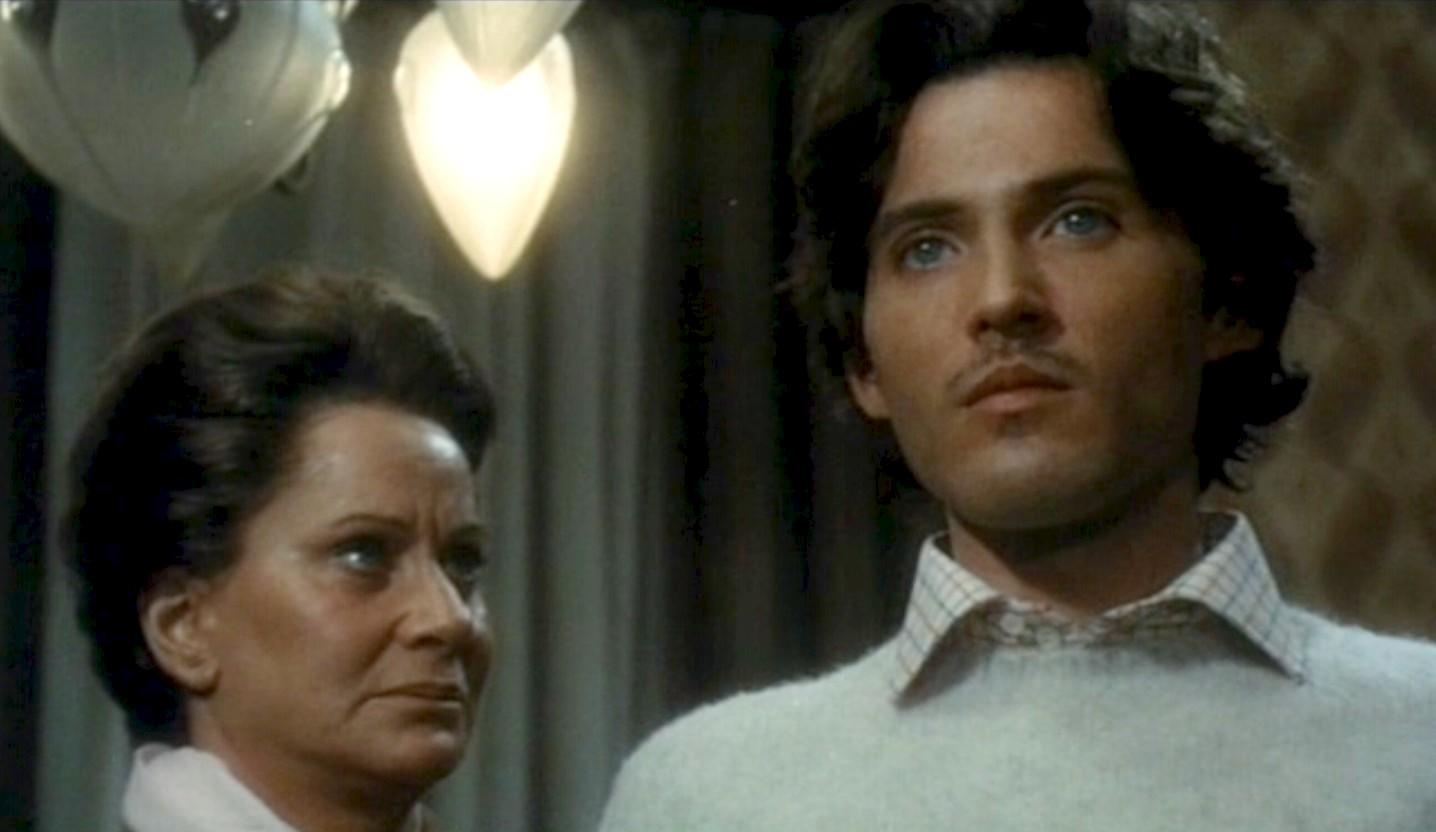
Molnar con Alida Valli ne Il caso Raoul (1975)

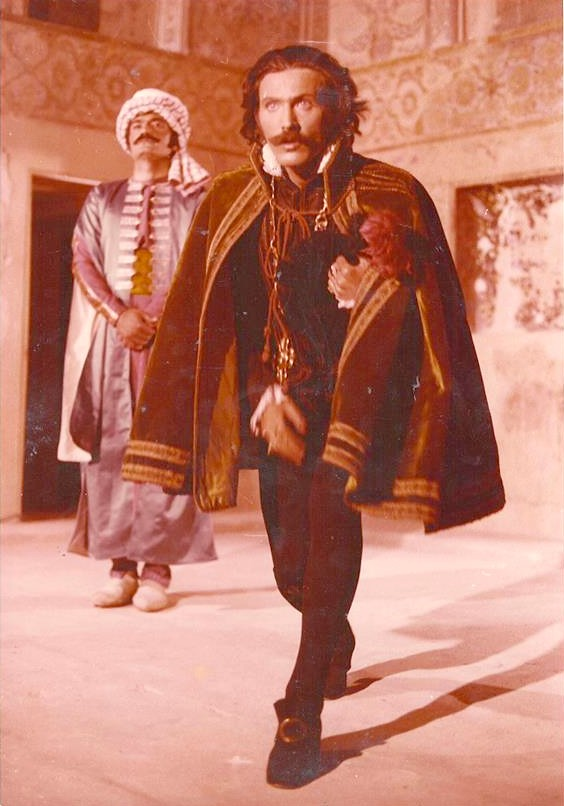
Nel ruolo di Pietro Della Valle nel film omonimo (1976)

Molnar, al centro, nel film Francesco (1989) di Liliana Cavani

### Cinema
- Allonsanfàn, regia di Paolo e Vittorio Taviani (1974)
- Il caso Raoul, regia di Maurizio Ponzi (1975)
- Padre padrone, regia di Paolo e Vittorio Taviani (1977)
- Macabro, regia di Lamberto Bava (1980)
- La via del silenzio, regia di Franco Brocani (1981)
- Bosco d'amore, regia di Alberto Bevilacqua (1981)
- La casa con la scala nel buio, regia di Lamberto Bava (1983)
- Les amants terribles, regia di Danièle Dubroux e Stavros Kaplanidis (1984)
- La signora della notte, regia di Piero Schivazappa (1985)
- Il siciliano (The Sicilian), regia di Michael Cimino (1987)
- Francesco, regia di Liliana Cavani (1989)
- La maschera del demonio, regia di Lamberto Bava (1989)
- Area gialla, regia di Marcello Spoletini (1990)
- Scoop, regia di José María Sánchez (1992)

### Televisione
- Orlando furioso – miniserie TV (1975)
- Alle origini della mafia – miniserie TV, episodio 4 (1975)
- Pietro Della Valle, regia di Parvin Ansary – film TV (1976)
- Il giorno dei cristalli, regia di Giacomo Battiato – film TV (1979)
- Martin Eden – miniserie TV, 4 episodi (1979)
- Orient-Express – miniserie TV, episodio 6 (1979)
- Cinéma 16 – serie TV, 1 episodio (1981)
- Colomba, regia di Giacomo Battiato – film TV (1982)
- La bella Otero, regia di José María Sánchez – film TV (1984)
- Faccia affittasi, regia di José María Sánchez – film TV (1984)
- Mettamorfosi Veneziane, regia di Giancarlo Nanni – film TV (1984)
- Cinque storie inquietanti – miniserie TV, episodio 2 (1987)
- L'isola del tesoro – miniserie TV, 5 episodi (1987)

## Doppiatori italiani
Occasionalmente, Stanko Molnar è stato doppiato da:
- Cesare Barbetti in Allonsanfàn
- Sergio Di Giulio in Macabro
- Massimo Lodolo in Il siciliano